# Vanja Ilić (kézilabdázó)
Vanja Ilić (Belgrád, 1993. február 25. –) szerb válogatott kézilabdázó.

## Pályafutása

### Klubcsapatokban
Pályafutását a belgrádi Partizan csapatában kezdte, utánpótláskorú játékosként azonban megfordult a Sinđelić és az RK PKB együttesében is, mielőtt 2011-ben visszatért volna a Partizanhoz. Idővel meghatározó játékosa, majd csapatkapitánya lett az együttesnek, amellyel 2012-ben bajnoki címet nyert, 2012-ben és 2013-ban pedig kupagyőztes volt. 2015 nyarán egyéves szerződést írt alá a macedón Rabotnickivel, majd egy év elteltével visszatért a Partizanhoz, hogy újabb fél év múlva a szintén macedón Metalurg Szkopjéhoz igazoljon. Két szezont töltött a klubnál, majd a spanyol Logroño La Riojában folytatta pályafutását. 2019 nyarán Franciaországba, a Chartres csapatához igazolt.

### A válogatottban
A szerb válogatottba 2017-ben kapott először meghívást. Részt vett a 2018-as világbajnokságon és a 2019-es Európa-bajnokságon.

## Sikerei, díjai
RK Partizan
- Szerb bajnok: 2012
- Szerb Kupa-győztes: 2012, 2013

## Családja
Testvére, Nemanja Ilić szintén válogatott kézilabdázó.